# Hrochoť
Hrochoť est un village de Slovaquie situé dans la région de Banská Bystrica.

## Histoire
Première mention écrite du village en 1424.

## Démographie

### Évolution de la population
| Année:               | 1994. | 2004.   | 2014.   | 2024.   |
| -------------------- | ----- | ------- | ------- | ------- |
| Nombre de personnes: | 1347  | 1432    | 1502    | 1428    |
| Différence:          |       | +6,31 % | +4,88 % | -4,92 % |

| Année:               | 2023. | 2024.   |
| -------------------- | ----- | ------- |
| Nombre de personnes: | 1432  | 1428    |
| Différence:          |       | -0,27 % |